# Postspiel
Ein Postspiel (auch Briefspiel oder Spiel per Post; englisch: Play-by-mail game, PBM) ist ein Spiel, das mittels Briefen gespielt wird, da die am Spiel Beteiligten sich üblicherweise nicht am selben Ort aufhalten und auch nicht gleichzeitig spielen.

## Spielprinzip
Das Funktionsprinzip ist immer gleich: Das Spiel wird in Runden aufgeteilt, die einem Brieflauf entsprechen. Viele Postspiele haben eine große Anzahl an Mitspielern, so dass die Züge der einzelnen Spieler nicht an die Mitspieler, sondern an einen Spielleiter versandt werden. Die Züge müssen meist bis zu einem bestimmten Stichtag (Zugabgabetermin, ZAT) beim Spielleiter eingegangen sein, nach dem dieser dann die Züge auswertet und daraufhin eine Zusammenfassung der Ergebnisse an alle Spieler verschickt.
Viele der typischen Postspiele haben einen sehr starren Regelkanon, der zuweilen an einfache Programmiersprachen erinnert, um die Züge bei vielen Spielern einheitlich zu gestalten und eine sequentielle Auswertung zu erleichtern. Einige Spiele allerdings haben fast rollenspielartigen Charakter.
Es gibt eine Reihe von PBM-Zines, die mehrere Postspiele in einem regelmäßig erscheinenden Heft zusammenfassen und die zum Selbstkostenpreis von den Mitspielern abonniert werden. Neben vielen kostenfreien Postspielen gibt es auch kommerzielle Anbieter, die meist ein rundenabhängiges Entgelt für eine Teilnahme verlangen. Die Zielgruppe für kommerzielle Anbieter wird im Bereich der klassischen Postspiele in Zeiten von Online-Rollenspielen immer kleiner.
Die Grenze des modernen Postspiels zum Computerspiel ist fließend, da inzwischen sowohl für die Erstellung der Züge durch den Spieler als auch für die Auswertung durch den Spielleiter häufig Programme eingesetzt werden.

## Geschichte
Fernschach als Spiel zwischen zwei Spielern, die ihre Züge per Post austauschen, wird seit mindestens dem frühen 19. Jahrhundert gespielt. Die Idee zu rundenbasierten Postspielen mit mehr als zwei Spielern entstand in den 1960er Jahren in den Vereinigten Staaten. Das Strategiespiel Diplomacy entstand 1963 in den Vereinigten Staaten und verbreitete sich ab etwa 1972 in Großbritannien. 1970 wurde in den Vereinigten Staaten mit Flying Buffalo die erste auf Postspiele spezialisierte Firma gegründet. In den 1980er Jahren gelangte das Genre in den deutschen Sprachraum. Aus dem Postspiel hat sich in den 1990er Jahren das so genannte Play by eMail entwickelt, bei dem anstelle von Briefen wesentlich rascher und günstiger E-Mails verschickt werden.
Gegenwärtig weit verbreitet ist das Fußball-Simulationsspiel United.
Eine vor dem Durchbruch von Telex und Internet verbreitete Form des Postspiels war das Überweisungsspiel, bei dem Pfennigbeträge auf das Bankkonto des Mitspielers überwiesen wurden und in der Betreffzeile des Überweisungsträgers die jeweiligen Spielzüge übermittelt wurden, sodass diese später auf dem Kontoauszug erschienen. Auch andere Seitenkanäle kommen zur Datenübertragung in Frage.